# 埃塞蒂讷-昂沙泰尔讷夫
埃塞蒂讷-昂沙泰尔讷夫（法語：Essertines-en-Châtelneuf，法語發音：[esɛʁtin ɑ̃ ʃatɛlnœf]）是法国卢瓦尔省的一个市镇，位于该省西部，属于蒙布里松区。该市镇总面积15.2平方公里，2009年时的人口为648人。

## 人口
埃塞蒂讷-昂沙泰尔讷夫人口变化图示